# Laudo Ferreira
Laudo Ferreira é um quadrinista e ilustrador brasileiro. Começou sua carreira em 1983, ilustrando para diversas editoras, além de trabalhar com Publicidade e no desenvolvimento de cenários e figurinos para teatro. Fundou o Estúdio Banda Desenhada em 1996, ao lado de Omar Viñole. Conquistou duas vezes o Troféu HQ Mix: a primeira, em 1995, pela obra À meia-noite levarei sua alma, adaptação do filme homônimo de Zé do Caixão, roteirizado originalmente por R. F. Lucchetti.  Em 2000, criou a personagem  Tianinha com o editor Licínio Rios da revista Sexy, publicada na revista Total, um spin-off em formatinho da Sexy, a revista teve 107 edições.

Em 2008 ganhou seu segundo Troféu HQ Mix pela publicação independente Depois da Meia-noite, feita em parceria com Viñole. Laudo também ganhou o Prêmio Angelo Agostini de melhor desenhista em 2008 e 2009. Em 2008, a dupla produziu webcomics do movimento musical Clube da Esquina, entre 2008 e 2009, ilustrou a série educativa História do Brasil em quadrinhos, da Editora Europa, que também teve a participação  Edson Rossatto e Jota Silvestre (pesquisa histórica e roteiro); Celso Kodama e Omar Viñole (cores). Em 2011, as histórias do Clube da Esquina foram publicadas pela Devir Livraria. Em 2014, Laudo foi um dos artistas escolhidos para produzir quadrinhos inspirados em canções de Noel Rosa publicadas na graphic novel Feitiço da Vila: A Poesia de Noel Rosa em Quadrinhos do selo Jupati Books da Marsupial Editora. Em 2017, Laudo retoma a publicação de Tianinha de forma independente em título próprio, com o foco maior na aventura do que no erotismo, a principio a periodicidade seria trimestral, contudo, um segundo volume só seria lançado em 2018.
Em agosto de 2020, ao lado de Germana Viana e Marcatti, lançou no Catarse, a campanha de financiamento coletivo de Ménage